# Susan Blakely
Susan Blakely (ur. 7 września 1948 we Frankfurcie nad Menem) – amerykańska aktorka. Odtwórczyni roli Julie Prescott w kultowym miniserialu ABC Pogoda dla bogaczy (1976), za którą otrzymała Złoty Glob dla najlepszej aktorki w serialu dramatycznym i była nominowana do nagrody Emmy dla wybitnej głównej aktorki w serialu.

## Życiorys

### Wczesne lata
Urodziła się w Niemczech jako córka Amerykanów, Mary Louise, byłej nauczycielki sztuki, i pułkownika Larry’ego Blakely’ego, zawodowego oficera United States Army. Dorastała w bazach wojskowych w tak odległych miejscach jak Korea i Hawaje. Po ukończeniu University of Texas w El Paso, przeniosła się do Nowego Jorku i studiowała aktorstwo w Actors Studio u Warrena Robertsona, Lee Strasberga, Sanforda Meisnera w Neighborhood Playhouse, a później studiowała u Charlesa Conrada i Warnera Loughlina w Los Angeles. W 1967 rozpoczęła karierę zawodowej modelki w agencji Ford Models, a w 1970 wystąpiła w reklamie telewizyjnej Dippity-Do, żelu do stylizacji włosów. Była na okładkach „Vogue”, „Harper’s Bazaar” i „Cosmopolitan”.

### Kariera
Debiutowała na kinowym ekranie w roli Cecily w komediodramacie Merchant Ivory Productions Dzikusy (Savages, 1972) w reż. Jamesa Ivory’ego u boku Sama Waterstona. Wystąpiła w melodramacie Sydneya Pollacka Tacy byliśmy (The Way We Were, 1973) z Barbrą Streisand i Robertem Redfordem, a następnie w dramacie Książęta z Flatbush (The Lords of Flatbush, 1974), gdzie główne role grali: Sylvester Stallone, Perry King i Henry Winkler. Uwagę widzów i krytyki zwróciła udaną rolą Patty Simmons w filmie katastroficznym  Johna Guillermina Płonący wieżowiec (1974) z udziałem legend amerykańskiego kina: Steve’a McQueena, Paula Newmana, Freda Astaire’a i Williama Holdena. 
Jako detektyw nowojorskiej policji pracująca pod przykrywką w celu zbadania szajki handlarzy narkotyków na Times Square w dramacie kryminalnym Raport dla komisarza (Report to the Commissioner, 1975) z Michaelem Moriarty została dostrzeżona przez Carol Burnett, która namówiła producenta telewizyjnego Harve’a Bennetta, by obsadził Susan Blakely w głównej roli Julie Prescott w miniserialu ABC Pogoda dla bogaczy (1976) na podstawie powieści Irwina Shawa. Dzięki tej roli Blakely zyskała szerokie uznanie krytyków, zdobyła Złoty Glob i dwie nominacje do Emmy. Kandydowała do roli Lois Lane w filmie Richarda Donnera Superman (1978), którą ostatecznie zagrała Margot Kidder. Po sukcesach w latach 70. nastąpiło załamanie jej kariery. Kolejną nominację do Złotego Globu dla najlepszej aktorki w miniserialu lub filmie telewizyjnym otrzymała za rolę aktorki Frances Farmer w telewizyjnym dramacie biograficznym CBS Czy naprawdę nastanie poranek? (Will There Really Be a Morning?, 1983). Później grała głównie w produkcjach telewizyjnych.

## Filmografia
- Tacy byliśmy (1973) jako Judianne

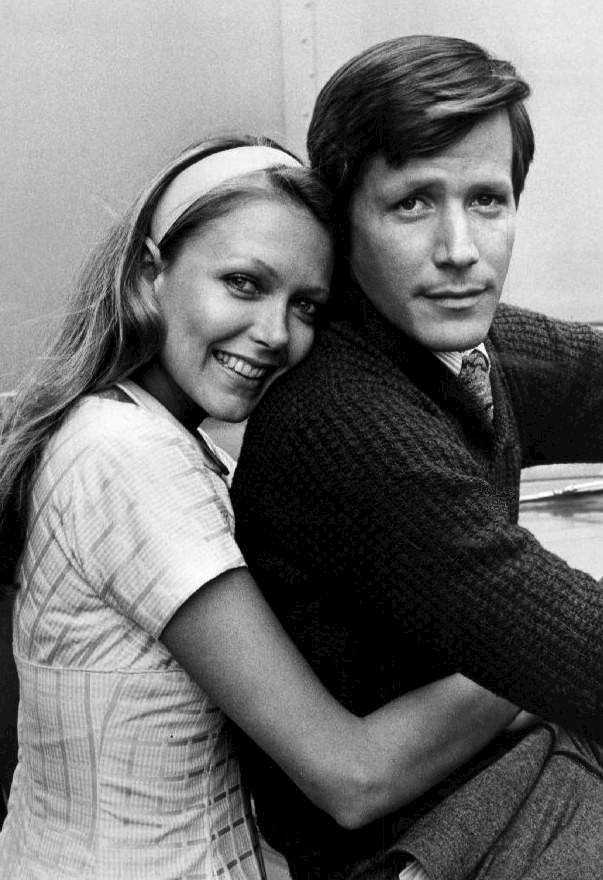
Susan Blakely i Peter Strauss w serialu Pogoda dla bogaczy (1976)

- Książęta z Flatbush (1974) jako Jane Bradshaw
- Płonący wieżowiec (1974) jako Patty Simmons
- Capone (1975) jako Iris Crawford
- Raport dla komisarza (1975) jako Patty Butler
- Pogoda dla bogaczy (1976; serial TV) jako Julie Prescott
- Port lotniczy ’79 (1979) jako Maggie Whelan
- Bunkier (1981) jako Eva Braun
- Czy naprawdę nadejdzie poranek? (1983) jako Frances Farmer
- Więcej niż wszystko (1987, znany także pod tytułem Ponad szczytem) jako Christina Hawk
- Gliniarz i prokurator (1988; serial TV) jako Jennifer i Lisa Wilding (gościnnie)
- Detektyw w sutannie (1987) jako Patricia Erdain
- Spełnione marzenia (1989) jako Cherry Diamond
- Dziki kwiat (1991) jako Ada Guthrie
- Diagnoza morderstwo (1995, 2000; serial TV) jako dr Elaine York; jako Gillian (gościnnie)
- Dziewczyna do towarzystwa (1996) jako Teri Halbert
- Siódme niebo (1998; serial TV) jako Elizabeth Brown (gościnnie)
- Doskonała niania (2000) jako dr Julia Bruning
- Nuklearna walizka (2000) jako Danforth
- Słoneczny patrol (2001; serial TV) jako tajemnicza kobieta (gościnnie)
- Dowody zbrodni (2006; serial TV) jako Mollie Felice (gościnnie)
- Dwóch i pół (2008; serial TV) jako Angie (gościnnie)